# 江川 (栃木県)
江川（えがわ）は、栃木県を流れる那珂川水系の河川である。

## 地理
高原山南麓に位置する栃木県矢板市の箒川近くの里山に源を発し、塩那丘陵の尾根の谷間に沿って南東方向に流れる。さくら市を流れ下り、那須烏山市向田にて同じく高原山を水源とする荒川に合流する。
JR烏山線滝駅の南側にある巾65m、落差20mの龍門の滝が有名である。

## 流域の自治体
栃木県
矢板市、さくら市、那須烏山市